# Габер (Софійська область)
Га́бер (болг. Габер) — село в Софійській області Болгарії. Входить до складу общини Драгоман.

## Населення
За даними перепису населення 2011 року у селі проживала 541 особа, з них 443 особи (99,8%) — болгари.
Розподіл населення за віком у 2011 році:
Динаміка населення: